# Kelyophis hechti
Kelyophis hechti — викопний вид змій вимерлої родини Nigerophiidae, що існував у пізній крейді, 70-66 млн років тому.

## Історія відкриття
Скам'янілі рештки змії знайдено у відкладеннях формації Маеварано у провінції Махадзанга на півночі Мадагаскару. Було виявлено набір хребців. Новий вид та рід були описані у 2010 році. Родова назва складається з двох слів — малагасійського «kely» («малий») та грецького «ὄφις» («змія»), буквально «невелика змія». Вид K. hechti названо Макса К. Гехта, біолога з коледжу Квінс Державного університету Нью-Йорка.

## Опис
Це була невелика змія, завдовжки до 1 м. Вела напівводний спосіб життя.